# Майкл Беррі (легкоатлет)
Майкл Беррі (англ. Michael Berry; нар. 10 грудня 1991) — американський легкоатлет, який спеціалізувався в бігу на короткі дистанції.

## Спортивні досягнення
Чемпіон світу з естафетного бігу 4×400 метрів (2011, виступав у забігу).
Срібний призер зі змішаного естафетного бігу 4×400 метрів на Світових естафетах (2017).
Чемпіон світу серед юніорів з естафетного бігу 4×400 метрів (2010).
Триразовий фіналіст чемпіонатів США з бігу на 400 метрів — 5-е місце у 2011, 6-е місце у 2014 та 8-е місце у 2016.
Ексволодар вищого світового досягнення в приміщенні з комбінованого естафетного бігу (1200 м + 400 м + 800 м + 1600 м) — 9.19,93 (2015, біг етап 400 м).

## Допінг
У серпні 2010 був дискваліфікований на три місяці за порушення антидопінгових правил внаслідок виявлення у його організмі слідів вживання марихуани.